# Allis Nyström
Allis Nyström, född 12 december 1993, är en svensk basketspelare (forward) som spelar i Luleå Basket.